# William Wyler
William Wyler (1. července 1902 Mylhúzy, Alsasko, dnes Francie – 27. července 1981 Los Angeles, Kalifornie, USA) byl americký filmový režisér německožidovského původu, který je dnes považován za jednoho z klasiků amerického hraného filmu. Jedná se o čtyřnásobného držitele ocenění Americké filmové akademie Oscar, dalších 9 nominací neproměnil.
Jeho rodiče pocházeli z Alsaska, z oblasti na pomezí Francie a Německa, původně se rodina jmenovala Weillerova. Do USA se přistěhovali v roce 1920. William se uchytil v Hollywoodu zejména díky tomu, že jeho bratranec byl zaměstnancem studia Universal Pictures. Nejprve působil jakožto pomocný režisér a asistent režie, kde pracoval na různých krátkých westernech a dobrodružných filmech. K vlastnímu režírování se dostal až s příchodem zvukového filmu na počátku 30. let. 20. století.
Rychle začal sbírat úspěchy, první nominaci na Oscara za nejlepší režii získal již roku 1937 za romantické drama Dodsworth. Zajímal se o nové filmové technologie a postupy, ale soustředil se také na dokonalost herectví – dovedl citlivě pracovat s největšími hvězdami a dostávat z nich to nejlepší, jeho filmy tak pravidelně sbíraly nominace a často i ceny za herecké výkony v hlavních i vedlejších rolích. Postupně se Wyler stal jedním z nejúspěšnějších, nejoceňovanějších a nejrespektovanějších režisérů hollywoodské historie.

## Filmografie (výběr)
- Jezábel (Jezebel; 1938)
- Na Větrné hůrce (Wuthering Heights; 1939)
- Muž ze západu (The Westerner; 1940)
- Paní Miniverová (Mrs. Miniver; 1942) – 2× Oscar za režii a za adaptovaný scénář
- Příběh létající pevnosti (The Memphis Belle: A Story of a Flying Fortress; 1944)
- Nejlepší léta našeho života (The Best Years of Our Lives; 1946) – Oscar za režii
- Dědička (The Heiress; 1949)
- Carrie (Carrie; 1952)
- Prázdniny v Římě (Roman Holiday; 1953)
- Hodiny zoufalství (The Desperate Hours; 1955)
- Velká země (The Big Country; 1958)
- Ben Hur (Ben-Hur; 1959) – Oscar za režii
- Dětská hodinka (The Children's Hour; 1961)
- Sběratel (The Collector; 1965)
- Jak ukrást Venuši (How to Steal a Million; 1966)
- Funny Girl (Funny Girl; 1968)